# Georgi Iwanow (kosmonauta)
Georgi Iwanow Iwanow (bułg. Георги Иванов Иванов, ur. 2 lipca 1940 w Łoweczu) – generał major lotnictwa i pierwszy bułgarski kosmonauta.

## Edukacja
W 1954 zakończył naukę w technikum. Po odbytym w 1956 kursie zdobył kwalifikacje pilota szybowcowego oraz spadochroniarza. W 1964 został absolwentem w wojskowej akademii lotniczej im. Georgi Benkowskiego w Dolnej Metropolia. W latach 1965–1967 był instruktorem na tej uczelni. W 1968 został dowódcą eskadry obrony powietrznej. Od 1975 do 1978 był dowódcą eskadry w jednym z pułków lotniczych.

## Kariera kosmonauty
W 1977 został jednym z dwóch kandydatów do radziecko-bułgarskiego lotu w kosmos, realizowanego w ramach programu Interkosmos. Drugim pilotem wybranym przez komisję kwalifikacyjną programu był Aleksandyr Aleksandrow. Obaj w marcu 1978 rozpoczęli szkolenie w Centrum Wyszkolenia Kosmonautów im. J. Gagarina. Później wyznaczono go do podstawowej załogi planowanego lotu. Na dowódcę Sojuza 33 wyznaczono doświadczonego cywilnego kosmonautę Nikołaja Rukawisznikowa. Tuż przed startem, pod naciskiem strony radzieckiej, zmienił nazwisko z Kakałow na Iwanow.
W kosmos wystartował 10 kwietnia 1979. Następnego dnia miało dojść do połączenia Sojuza 33 ze stacją kosmiczną Salut 6, na której pracowała stała załoga Władimir Lachow i Walerij Riumin. Podczas operacji zbliżania Sojuza do stacji okazało się, że jego prędkość jest wyższa niż dopuszczalna. Przyczyną była awaria głównego silnik statku kosmicznego, co wykluczało możliwość przycumowania do Saluta. Lądowanie przy użyciu silnika rezerwowego również obfitowało w szereg awaryjnych sytuacji. Kosmonauci 12 kwietnia powrócili na Ziemię po torze balistycznym, doświadczając przeciążeń sięgających 10 g. Kapsuła Sojuza 33 osiadła około 300 km SE od Dżezkazganu.

## Dalsza kariera
Po powrocie do Bułgarii kontynuował służbę wojskową. Był inspektorem w siłach powietrznych Bułgarii. Latał na myśliwcu MiG-21. W 1984 po obronie pracy został kandydatem nauk fizycznych. W 1986 wziął udział w kolejnym naborze bułgarskich kosmonautów, ale bez powodzenia. Nie został zakwalifikowany nawet do grupy półfinalistów. Powiodło się natomiast jego dublerowi. Aleksandyr Aleksandrow w 1988 wziął udział w 10-dniowym locie statku Sojuz TM-4. W 1995 zarządzał własną niewielką firmą lotniczą. Obecnie jest menedżerem własnego przedsiębiorstwa lotniczego „Air Sofia”.

## Nagrody i odznaczenia
Nagrodzony tytułem Bohatera Związku Radzieckiego i medalem „Złotej Gwiazdy”. Posiada również tytuł Bohatera Bułgarii i order Georgi Dimitrowa.
Dekretem Prezydenta Federacji Rosyjskiej Dmitrija Miedwiediewa, № 435 z 12 kwietnia 2011, został odznaczony Medalem „Za zasługi w podboju kosmosu”.
Stowarzyszenie Uczestników Lotów Kosmicznych (Association of Space Explorers) przyznało mu Universal Astronaut Insignia za lot orbitalny (nr 92).

## Wykaz lotów
| Loty kosmiczne, w których uczestniczył Georgi I. Iwanow.                  | Loty kosmiczne, w których uczestniczył Georgi I. Iwanow. | Loty kosmiczne, w których uczestniczył Georgi I. Iwanow. | Loty kosmiczne, w których uczestniczył Georgi I. Iwanow. | Loty kosmiczne, w których uczestniczył Georgi I. Iwanow. | Loty kosmiczne, w których uczestniczył Georgi I. Iwanow. |
| №                                                                         | Data startu                                              | Data lądowania                                           | Statek kosmiczny                                         | Funkcja                                                  | Czas trwania                                             |
| ------------------------------------------------------------------------- | -------------------------------------------------------- | -------------------------------------------------------- | -------------------------------------------------------- | -------------------------------------------------------- | -------------------------------------------------------- |
| 1                                                                         | 10 kwietnia 1979                                         | 12 kwietnia 1979                                         | Sojuz 33                                                 | Kosmonauta-badacz                                        | 1 dzień 23 godziny 1 minuta i 6 sekund.                  |
| Łączny czas spędzony w kosmosie – 1 dzień 23 godziny 1 minuta i 6 sekund. |                                                          |                                                          |                                                          |                                                          |                                                          |